# Crkva Pohođenja Marijina u Cirkveni
Crkva Pohođenja Marijina u Cirkveni – župna crkva u naselju Cirkvena u općini Sveti Ivan Žabno.
Crkva je podignuta sredinom 18. stoljeća na mjestu stare drvene kapelice iz 14. stoljeća. Arhitektura je barokna pod utjecajem štajerskih graditelja, a oltari i propovjedaonica su iz razdoblja historicizma. Liturgijski predmeti su većinom iz 18. stoljeća. Slovenski slikar Miha Maleš izradio je vitraje koji predstavljaju Marijina svetišta: Sinj, Olovo, Trsat, Kamenita vrata i Mariju Bistricu. Župni dvor je vrijedna građevina iz 18. stoljeća. Crkva je obnavljana 1971. i 1990. godine.

## Orgulje
Milan Majdak je izgradio orgulje (op. 11) za crkvu 1940. godine. Glazbalo ima ovu dispoziciju:
| I. manual C–f3 |                |    |
| 1.             | Principal      | 8′ |
| 2.             | Bourdon        | 8′ |
| 3.             | Aeoline        | 8′ |
| 4.             | Octav          | 4′ |
| 5.             | Mixtura II-III |    |

| II. manual C–f3 |            |    |
| 6.              | Salicional | 8′ |
| 7.              | Rohrflöte  | 8′ |
| 8.              | Flauto     | 4′ |
| 9.              | Piccolo    | 2′ |

| Pedal C–d1 |           |     |
| 10.        | Subbass   | 16′ |
| 11.        | Octavbass | 8′  |

Spojevi: I-P, II-I (pedalete). 

Kolektivi: P, MF, F.

Svirna traktura je mehanička, a registarska traktura pneumatska.